# 專賣局新竹支局
專賣局新竹支局位於臺灣新竹市東區，最初是臺灣日治時期「臺灣總督府專賣局新竹支局」的廳舍，現為臺灣菸酒公司新竹營業所，未來將活化再利用。該建築是在1930年代由梅澤捨次郎設計建成，於2001年5月31日以「新竹專賣局」的名稱公告為新竹市市定古蹟，後來在2015年1月21日調整古蹟範圍，之後更於2019年10月14日更改古蹟名稱為「專賣局新竹支局」且調整古蹟範圍。

## 沿革

### 新竹出張所

#### 因酒專賣而設立
新竹專賣局的前身為「臺北專賣支局新竹出張所」，是為了因應1922年7月實施的酒類專賣而在1922年4月所設立。新竹出張所設立當時的臨時辦公場所位於新竹州廳內，由於酒類專賣實施，徵收了東門鄭雅詩和北門林見舜所經營的釀酒場，並於同年7月1日開始釀酒販賣直營事業，同時將臨時辦公室轉移至東門酒造廠內。當時新竹出張所管轄桃園郡、部分大溪郡和部分大湖郡的酒類製造、保管、販售和違規取締事務。隨著製酒設備改善以及業務進展，辦公室逐漸不敷使用，新竹出張所於同年9月25日在遷到北門原屬黃再壽的釀酒場內。

#### 納入食鹽和菸草專賣
由於當時臺灣食鹽的島外銷售不振，導致食鹽生產過剩，故有必要重整鹽田資源。於是臺灣鹽生產條件最不佳的下舊港庄和香山庄的鹽田面積被縮減，其導致原處理新竹地區鹽專賣的「專賣局油車港支局」業務亦縮減，於是其在1922年10月被降為新竹出張所隸屬的「油車港分室」，食鹽專賣業務納入專賣局新竹出張所。於1923年3月，專賣局基於工廠經營合理化的政策，廢除了小型和較原始的造酒廠，於是新竹出張所廢止了東門造酒廠，逐漸將酒類專賣業務專注在酒類販售上；並在大正十三年（1924年）更名為「專賣局新竹出張所」，並增加菸草販賣事業。1927年8月31日，廢止了北門造酒廠。油車港鹽田於1930年3月30日停止製鹽，而油車港分室也在同時廢止。當時新竹出張所負責的食鹽專賣業務只有食鹽販賣業者監督、違規取締等相關事務，而食鹽販賣的官署只有專賣局本局、台中支局、台南支局和花蓮港支局。1930年9月，新竹出張所開始食鹽販賣事務。

### 新竹支局
專賣局在1934年收購了臺灣製腦株式會社後，掌握了山區的粗製樟腦事務，於是部分新竹州的樟腦生產納入新竹出張所管轄。由於專賣項目與業務增加使得辦公空間日漸不足，遂於昭和九年（1934年）建造此座新廳舍。新廳舍位於新竹市榮町二丁目1番地，於1935年落成後，新竹出張所在昭和十一年（1936年）5月遷入，並於該年6月17日的臺灣始政紀念日當天升格為支局。專賣局新竹支局的業務大部分為樟腦專賣相關事務，在支局下設有多處製監督所、製討收納所和製腦巡視所。新竹支局的管轄範圍大約是新竹州南側，北側則由臺北支局負責，而食鹽供應來自專賣局臺南支局、布袋出張所、北門出張所。
| 專賣項目 | 管轄區域                                                                 |
| -------- | ------------------------------------------------------------------------ |
| 食鹽     | 新竹市、新竹郡、竹東郡、竹南郡、大湖郡、苗栗郡                           |
| 樟腦     | 新竹市、新竹郡、竹東郡、竹南郡、苗栗郡，設有三叉、南庄、內灣、上坪監督所 |
| 香菸     | 新竹市、新竹郡、竹東郡、竹南郡、大湖郡（卓蘭庄除外）、苗栗郡             |
| 酒類     | 新竹市、新竹郡、竹東郡、竹南郡、大湖郡（卓蘭庄除外）、苗栗郡             |
| 火柴     | 新竹市、新竹郡、竹東郡、竹南郡、大湖郡（卓蘭庄除外）、苗栗郡             |
| 度量衡   | 新竹市、新竹郡、竹東郡、竹南郡、大湖郡（卓蘭庄除外）、苗栗郡             |

### 公賣局新竹分局
二次大戰後，「臺灣總督府專賣局新竹支局」於民國卅六年（1947年）改制成臺灣菸酒公賣局新竹分局。公賣局改制為臺灣菸酒公司後，此處成為該公司的新竹營業所。

## 專賣事務
新竹州境內由於山地多，交通不便產生了許多山村部落，且多數居民經濟能力不高，此也導致無論是專賣品的販售數或專賣品下等品的販售數量都比其他州廳高出許多。其米酒的消費量佔全島63%，麥酒佔16%，清酒則是極少。香菸則是最下等的麟煙銷售最佳。隨著新竹州的產業與石油礦業開發，農村經濟逐漸好轉，專賣品銷售自1930年代以來增長快速。此外隨著農村經濟好轉，醃漬物使用減少，以及醬油等其他調味料使用增加，食鹽的銷售反而減少。專賣品的販售與製造皆須取得專賣局許可，其販售是由專賣局配給予中盤商（賣捌人），由其售予臨售者（小賣人），再由其向一般民眾販賣。新竹支局所管的相關許可人數如下：
| 區分 | 賣捌人 | 小賣人 | 腦長 | 腦丁 |
| ---- | ------ | ------ | ---- | ---- |
| 食鹽 | 9      | 157    | -    | -    |
| 樟腦 | -      | -      | 40   | 541  |
| 煙草 | 5      | 541    | -    | -    |
| 酒類 | 6      | 599    | -    | -    |

## 建築
專賣局新竹支局的建築可分為廳舍和倉庫兩部分，其建築受現代主義建築風格影響，較少有裝飾，注重水平線條。整座建築共有三層，一樓除玄關外，尚有公共接待室、大廳、支局長室等主要空間，二樓則是事務室等空間，三樓則供會議使用。建築的入口安排在街道轉角，且建築物高度由兩側向中央逐層升高，使入口處的立面宛如中央高塔，強化了入口意象。在正門右側寫有「建設民防，鞏固國防」之標語，但目前已有部分褪色。

## 鄰近古蹟
- 北門街商圈
- 新竹州圖書館